# Драган Јовановић (лекар)
Драган Јовановић (Лесковац, 23. децембар 1958) српски је лекар и уролог који је значајно допринео развоју урологије.

## Биографија
Др Драган Јовановић је рођен 23. децембра 1958. године у Лесковцу, где је и завршио основну школу и гимназију. Медицнски факултет завршио је 1982. године. По завршетку факултета ради на уролочком одељењу болнице у Лесковцу. Специјалистички испит из урологије положио је 1990. код проф. др Владимира Петронића. На одељењу је радио као специјалиста и шеф амбулнтно-поликлиничког дела службе, а касније шеф одсека за ендоскопску оперативну хирургију за коју се едуковао у Београду, Паризу и Атланти.
Био је члан Председништва Подружнице СЛД у Лесковцу од 1996. и Уредништва часописа Apollinem Medicum et Aescutapium. Активан је и у раду Уролошке секције. Био је учесник на многобројним конгресима уролога, на светском у Торонту, у Сингапуру и на Хавајима, европском Бриселу, Бечу, Истанбулу и Мадриду, те медитеранском у Шарм ел Шеику. У оперативном раду увео је известан број нових оперативних захвата: ТУР простате (операција уведена крајем 1990), Тур тумора мокраћне бешике, тотална цистектомија, радикална нефректомија, колпоцистоуретеропексија и друге. Добитник је награде Југословенске амбасаде на Тајланду 1996. године на конгресу, са једним прихваћеним радом са територије Балкана на Азијском конгресу уролога.